# Estalella
Estalella és una masia dalt d'un turó proper al poble de la Múnia al terme municipal de Castellví de la Marca (Alt Penedès) catalogada a l'Inventari del Patrimoni Arquitectònic de Catalunya. L'antic lloc d'Estalella apareix documentat des del 1225, en una donació al monestir de Santes Creus per part de Pere d'Estalella. L'actual masia va ser realitzada per l'arquitecte Antoni Pons i Domínguez en la reforma del conjunt que es feu els anys 1909-1910. Ca l'Estalella és una masia d'origen medieval, reformada en època modernista. Consta de planta baixa, pis i golfes, i té una torratxa de planta circular, destinada a dipòsit de l'aigua. Són elements interessants els arcs ogivals, les finestres esglaonades i un important ràfec, així com la utilització del maó vist, la ceràmica vidriada i el ferro forjat. El celler és cobert amb arcs diafragma, i té portal de pedra tallada. Es poden esmentar també els interiors com a dignes d'interès, amb guixeries barroques i mobles i elements de qualitat.